# JXTA
Nei computer che gestiscono le reti, JXTA (Juxtapose) è un sistema open source basato su una infrastruttura peer-to-peer. Nel sito ufficiale si legge:
- JXTA è una serie di protocolli aperti che consentono la connessione e lo scambio di informazioni, secondo il modello del peer-to-peer, tra dispositivi di comunicazione di diversa tipologia, quali telefoni cellulari, PDA, PC, servers, eccetera.
- JXTA crea una rete virtuale nel quale ogni nodo equivalente (peer) è in grado di condividere con altri nodi equivalenti (peers) una serie di risorse anche se queste sono protette da un  firewall.